# Slišal sem, kako trava raste
Slišal sem, kako trava raste je druga zbirka spominskih črtic, ki jih je napisal mladinski pisatelj in dramatik Tone Partljič. Prvič je zbirka izšla leta 1990 pri založbi Mladinska knjiga.

## Kratka obnova
V prvi črtici pisatelj najprej predstavi vas Pesnica pri Mariboru, kjer je preživel svoje otroštvo in mladost. Vendar se sedaj vrača z izkušnjami odraslega človeka. Kot prvoosebni pripovedovalec se razkriva od predšolskih dni (v črticah Hotel sem prijeti še Luno in O moji prvi (pol)poroki), kot osnovnošolec (v črticah Nevarne politične teme, Pogled z domačega praga ali dialektika in Dama iz Šanghaja) in dijak v nižji gimnaziji (v črticah Oprostite, tovariš Pacek, Moj pevski talent in sestrina ljubezen, Profesor Stopar prihaja in Francijeve ščuke) ter nenazadnje tudi kot odrasla oseba (v črticah Ata in čebele ter Sveče za Šempetersko gorco).

## Predstavitev literarnega lika
Pripovedovalec je v vlogi otroka, mladostnika in odrasle osebe, ki podoživlja svoje spomine in trenutke ter piše beležko vtisov. Prav tako ima tudi vlogo pisatelja, ki o svojih spominskih utrinkih pripoveduje kritično, z distanco. Ima odnos do sveta in svoje spomine s stališča knjižne sedanjosti komentira. Vendar nikoli ne obsoja, moralizira ali pridiga, ravno nasprotno, kaže le  resničnost tega sveta, značaj ljudi in usodo življenja ter napake, ki jih napravimo. S svojim pisanjem je predstavil socialno revno življenje, vendar ni iz tega napravil tragično socialno zgodbo, temveč je v črtici  zapisal besede: A mi smo živeli lepo in srečno otroštvo!.
juju!

## Analiza
Podobno kot pri prvi zbirki spominskih črtic Hotel sem prijeti sonce iz leta 1981, v zbirki Slišal sem, kako trava raste (1990) pisatelj prav tako pripoveduje o podobah iz lastnega otroštva, vendar jih še primerja z zrelimi izkušnjami. Partljič je sledil značaju književnosti, ki sta jo pisala Ivan Cankar in Prežihov Voranc. Z radovednostjo otroka, ki raziskuje pomen življenja je v krajih svoje mladosti in otroških let poiskal snov za zgodbo, ki ima pomen zanj in tudi za bralce. Kot je nekoč že hotel prijeti sonce, je tokrat hotel zgrabiti še luno. V prejšnji zbirki je vso svojo pozornost namenil pripovedovanju o materini usodi, v tej zbirki črtic pa je spregovoril še o očetu, sestri in bratu, predvsem pa o življenju samem. 
Že v uvodnem posvetilu je razvidna povezava med preteklostjo in sedanjostjo, kjer pisatelj knjigo posveča svojemu očetu, ki je med njenim nastajanjem odšel s tega sveta in vnukinji, ki je medtem prišla na ta svet, da bi prijela sonce ...
Kljub temu da so zgodbe kratke, združujejo humorno duhovitost in na drugi strani tudi bridkost človeškosti, saj nekateri motivi (npr. motiv umiranja očeta, očetova smrt) omogočijo nostalgičnost v zgodbi. Ravno te lastnosti pa dajejo pripovedi življenjski značaj, ki daje delu aktualnost.  